# 长臂缨鲆
长臂缨鲆（学名：Crossorhombus kobensis），又名高本纓鮃，为纓鮃屬下的一个种，為溫帶海水魚，分布於西北太平洋區，包括日本、臺灣海峽、南中國海北部海域，棲息深度50-275公尺，體長可達12公分，棲息在沙底質底層水域，以底棲生物為食，生活習性不明。

## 扩展阅读
- 維基物種上的相關：高本纓鮃